# Leichtathletik-Europameisterschaften 2006/Hammerwurf der Männer

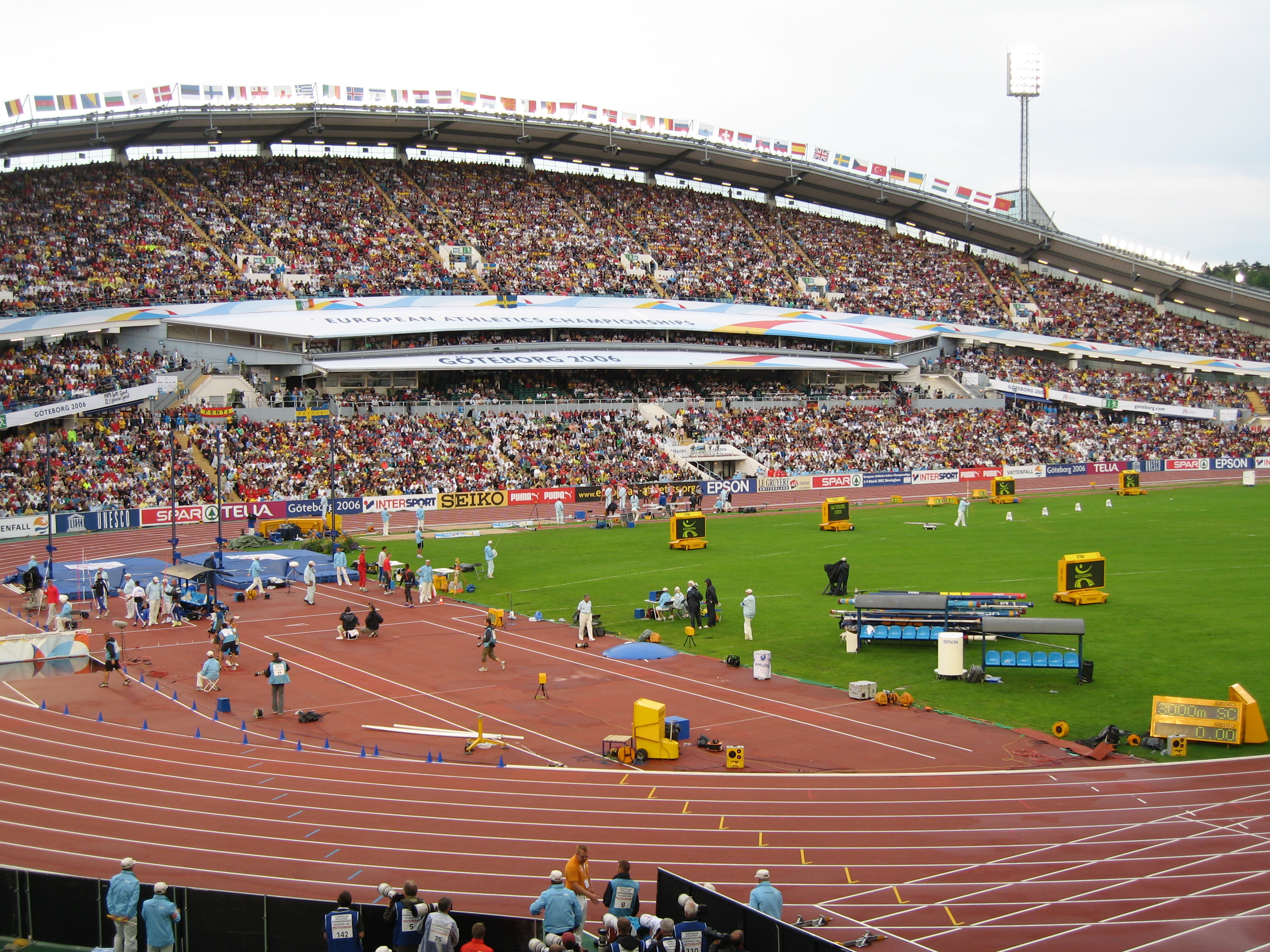
Das Ullevi-Stadion in Göteborg während der Europameisterschaften 2006

Der Hammerwurf der Männer bei den Leichtathletik-Europameisterschaften 2006 wurde am 9. und 12. August 2006 im Ullevi-Stadion der schwedischen Stadt Göteborg ausgetragen.
Europameister wurde der finnische WM-Dritte von 2005 Olli-Pekka Karjalainen. Er gewann vor dem Belarussen Wadsim Dsewjatouski. Bronze ging an den deutschen Vizeweltmeister von 2005 Markus Esser.

## Bestehende Rekorde
| Weltrekord           | 86,74 m | Jurij Sedych | EM Stuttgart, BR Deutschland | 30. August 1986 |
| Europarekord         | 86,74 m | Jurij Sedych | EM Stuttgart, BR Deutschland | 30. August 1986 |
| Meisterschaftsrekord | 86,74 m | Jurij Sedych | EM Stuttgart, BR Deutschland | 30. August 1986 |

Der bestehende EM-Rekord wurde bei diesen Europameisterschaften nicht erreicht. Die größte Weite erzielte der finnische Europameister Olli-Pekka Karjalainen im Finale mit 80,84 m, womit er 5,90 m unter dem Rekord, gleichzeitig Welt- und Europarekord, blieb.

## Doping
Zwei belarussische Werfer wurden des Dopings überführt und disqualifiziert:
- 2014 wurde der bereits mehrfach wegen Dopings überführte Iwan Zichan, zunächst Erster, aufgrund erneuten Dopingvergehens nachträglich disqualifiziert. Alle seine Resultate zwischen dem 22. August 2004 und dem 21 August 2006 wurden annulliert.[2]
- Andrei Varantsou, zunächst Letzter im Finale, wurde erstmals 2005 positiv getestet und erhielt als Mehrfachtäter nach zahlreichen Verstößen gegen die Antidopingbestimmungen 2013 eine lebenslange Sperre. Viele seiner erzielten Resultate, darunter das Ergebnis dieser Europameisterschaften, wurden gestrichen.[3]

Im Endresultat rückten die Teilnehmer um jeweils entsprechende Ränge nach vorn.
Leidtragende dieses dreifachen Antidopingbetrugs waren in erster Linie fünf Athleten:
- Medaillengewinner:
  - Der Finne Olli-Pekka Karjalainen musste viele Jahre warten, ehe er zum Europameister erklärt wurde.
  - Der Deutsche Markus Esser konnte als zunächst Vierter nicht an der Siegerehrung teilnehmen, ehe ihm nach langen Jahren die Bronzemedaille zuerkannt wurde.
- Zwei Werfern wurde die Teilnahme am Finale verwehrt, obwohl sie nach der Disqualifikation der Dopingsünder teilnahmeberechtigt gewesen wären:
  - Miloslav Konopka, Slowakei
  - Libor Charfreitag, Slowakei
- Einer der Finalisten hätte im Finale der besten Acht gestanden und wäre jeweils zu drei weiteren Würfen berechtigt gewesen:
  - Nicola Vizzoni, Italien

## Legende
Kurze Übersicht zur Bedeutung der Symbolik – so üblicherweise auch in sonstigen Veröffentlichungen verwendet:
| DOP | wegen Dopingvergehens disqualifiziert |
| DNS | nicht am Start (did not start)        |
| ogV | ohne gültigen Versuch                 |
| –   | verzichtet                            |
| x   | ungültig                              |

## Qualifikation
9. August 2006, 10:05 Uhr
23 Wettbewerber traten in zwei Gruppen zur Qualifikationsrunde an. Zwei von ihnen (hellblau unterlegt) übertrafen die Qualifikationsweite für den direkten Finaleinzug von 77,50 m. Damit war die Mindestzahl von zwölf Finalteilnehmern nicht erreicht. Das Finalfeld wurde mit den zehn nächstplatzierten Sportlern (hellgrün unterlegt) auf zwölf Werfer aufgefüllt. So reichten für die Finalteilnahme schließlich 74,69 m.
Später stellte sich heraus, dass mit Iwan Zichan und Andrei Varantsou zwei der Finalteilnehmer gegen die Antidopingbestimmungen verstoßen hatten.

### Gruppe A

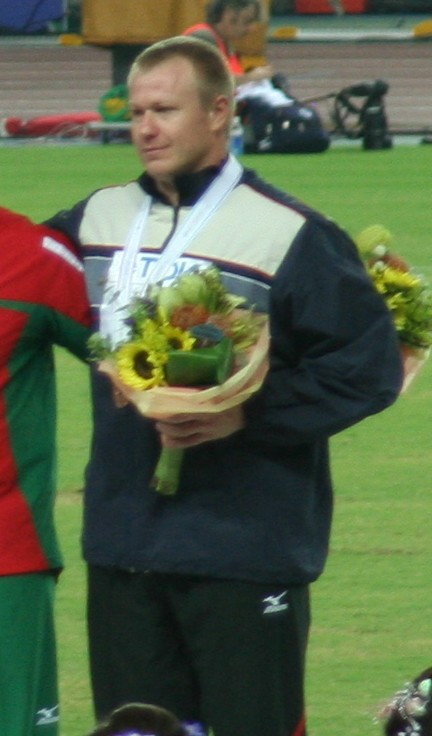
Libor Charfreitag hätte mit seinen 74,13 m eigentlich im Finale dabei sein dürfen, aber zwei Dopingbetrüger standen da noch vor ihm
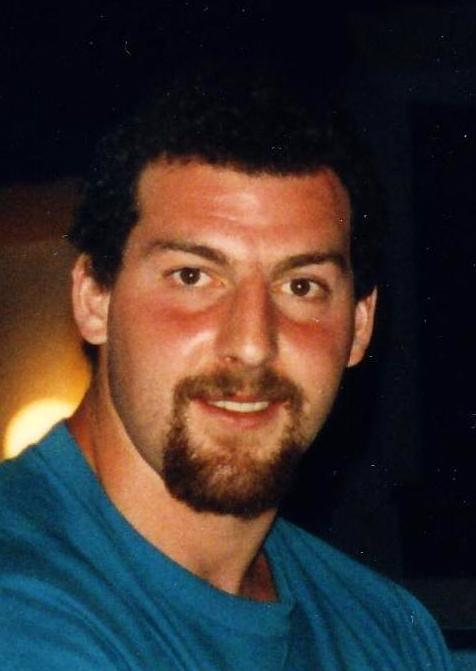
Christophe Épalles 69,12 m waren deutlich zu wenig für die Finalteilnahme

| Platz | Name              | Nation      | Bestweite (m) | 1. Versuch (m) | 2. Versuch (m) | 3. Versuch (m) | Anmerkung                              |
| 1     | Karsten Kobs      | Deutschland | 77,52         | 75,47          | 75,42          | 77,52          |                                        |
| 2     | Krisztián Pars    | Ungarn      | 77,20         | 77,20          | –              | –              |                                        |
| 3     | Szymon Ziółkowski | Polen       | 76,39         | 76,39          | x              | x              |                                        |
| 4     | Marco Lingua      | Italien     | 74,69         | 74,69          | x              | x              |                                        |
| 5     | Libor Charfreitag | Slowakei    | 74,13         | x              | 74,13          | x              | eigentlich für das Finale qualifiziert |
| 6     | Wadim Khersonzew  | Russland    | 73,24         | 73,24          | x              | 72,87          |                                        |
| 7     | David Söderberg   | Finnland    | 72,49         | 72,36          | 72,49          | x              |                                        |
| 8     | Christophe Épalle | Frankreich  | 69,12         | 67,92          | x              | 69,12          |                                        |
| 9     | Vladimír Maška    | Tschechien  | 68,63         | 68,63          | 68,11          | 68,29          |                                        |
| 10    | Fatih Eryıldırım  | Türkei      | 67,54         | x              | x              | 67,54          |                                        |
| DOP   | Andrei Varantsou  | Belarus     | 75,15         | x              | x              | 75,15          | für das Finale zugelassen              |
| DNS   | Andrij Skwaruk    | Ukraine     |               |                |                |                |                                        |

### Gruppe B

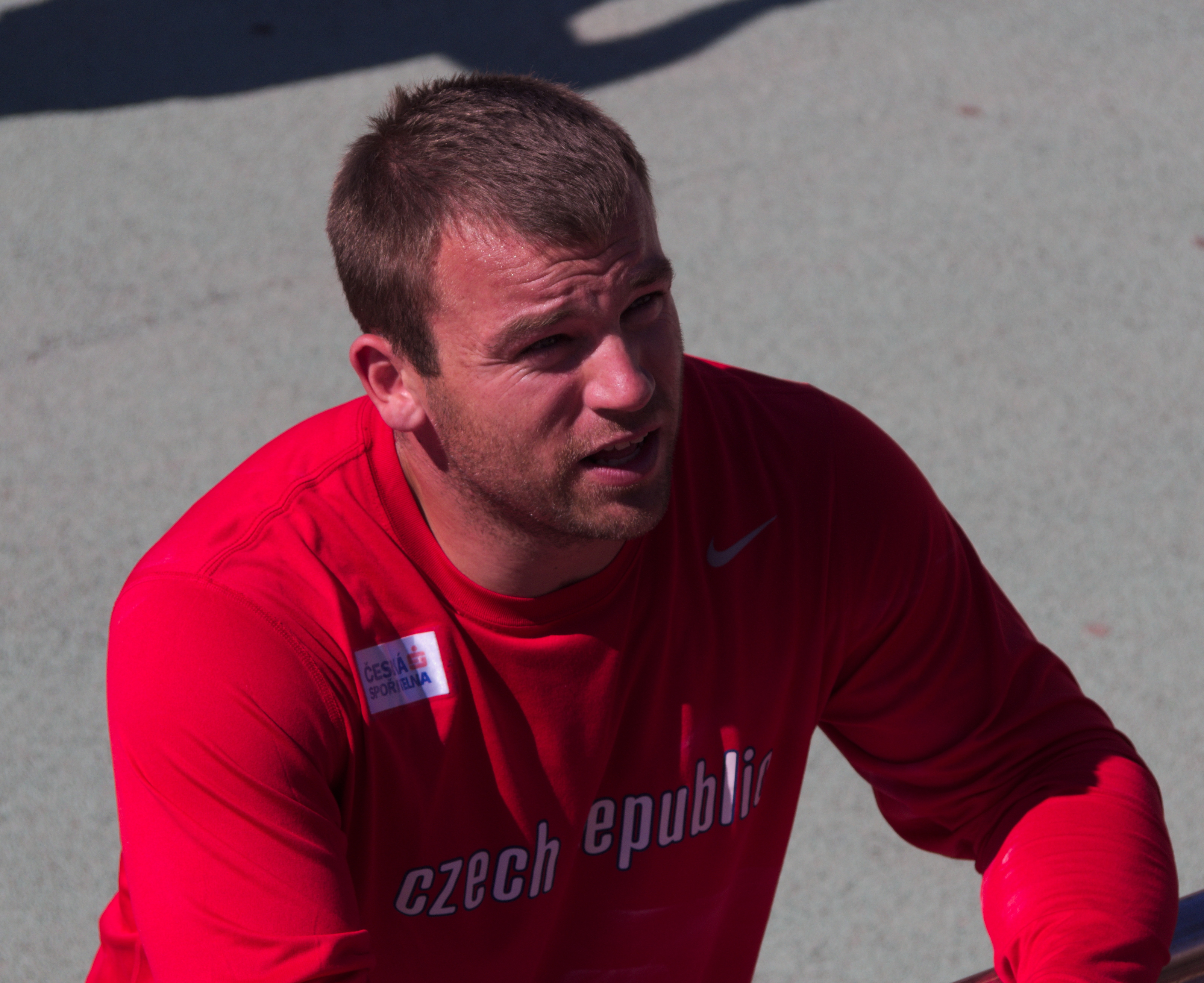
Lukáš Melich schied mit 73,77 m in der Qualifikation aus

| Platz | Name                     | Nation       | Bestweite (m) | 1. Versuch (m) | 2. Versuch (m) | 3. Versuch (m) | Anmerkung                              |
| 1     | Olli-Pekka Karjalainen   | Finnland     | 79,00         | 79,00          | –              | –              |                                        |
| 2     | Wadsim Dsewjatouski      | Belarus      | 76,87         | x              | 76,86          | 76,87          |                                        |
| 3     | Markus Esser             | Deutschland  | 76,67         | 73,25          | 76,67          | x              |                                        |
| 4     | Primož Kozmus            | Slowenien    | 75,90         | x              | 74,64          | 75,90          |                                        |
| 5     | Nicola Vizzoni           | Italien      | 75,21         | 74,32          | 75,21          | 74,81          |                                        |
| 6     | Andras Haklits           | Kroatien     | 74,96         | x              | 74,96          | x              |                                        |
| 7     | Miloslav Konopka         | Slowakei     | 74,64         | 71,98          | 74,64          | x              | eigentlich für das Finale qualifiziert |
| 8     | Lukáš Melich             | Tschechien   | 73,77         | 70,33          | 73,77          | 71,90          |                                        |
| 9     | Alexandros Papadimitriou | Griechenland | 72,94         | 71,64          | 72,94          | x              |                                        |
| 10    | Eşref Apak               | Türkei       | 70,17         | 70,17          | x              | x              |                                        |
| 11    | Roman Rozna              | Moldau       | 68,21         | x              | 68,21          | x              |                                        |
| DOP   | Iwan Zichan              | Belarus      | 77,21         | 77,21          | x              | 74,40          | für das Finale zugelassen              |

## Finale
12. August 2006, 13:45 Uhr – ursprünglich vorgesehen: 11. August
| Platz | Name                   | Nation      | Resultat (m) | 1. Versuch (m) | 2. Versuch (m) | 3. Versuch (m) | 4. Versuch (m)                                | 5. Versuch (m)                                | 6. Versuch (m)                                |
| 1     | Olli-Pekka Karjalainen | Finnland    | 80,84        | 78,89          | 76,86          | 76,23          | 80,84                                         | 80,60                                         | x                                             |
| 2     | Wadsim Dsewjatouski    | Belarus     | 80,76        | 77,44          | 77,89          | 78,55          | 80,76                                         | 79,78                                         | 75,69                                         |
| 3     | Markus Esser           | Deutschland | 79,19        | 74,53          | x              | 76,79          | x                                             | 77,75                                         | 79,19                                         |
| 4     | Szymon Ziółkowski      | Polen       | 78,97        | x              | 78,89          | 78,97          | x                                             | x                                             | 74,82                                         |
| 5     | Krisztián Pars         | Ungarn      | 78,34        | 38,33          | 75,60          | 78,34          | x                                             | x                                             | x                                             |
| 6     | Primož Kozmus          | Slowenien   | 78,18        | 77,10          | 78,18          | x              | 76,07                                         | 75,49                                         | 77,47                                         |
| 7     | Karsten Kobs           | Deutschland | 77,93        | 76,32          | 77,79          | x              | x                                             | 77,84                                         | 77,93                                         |
| 8     | Nicola Vizzoni         | Italien     | 76,55        | 76,55          | 75,51          | 76,06          | eigentlich zu drei weiteren Würfen berechtigt | eigentlich zu drei weiteren Würfen berechtigt | eigentlich zu drei weiteren Würfen berechtigt |
| 9     | Andras Haklits         | Kroatien    | 74,83        | x              | 74,83          | x              | nicht im Finale der besten acht Werfer        | nicht im Finale der besten acht Werfer        | nicht im Finale der besten acht Werfer        |
| 10    | Marco Lingua           | Italien     | 73,73        | x              | 73,73          | 73,64          | nicht im Finale der besten acht Werfer        | nicht im Finale der besten acht Werfer        | nicht im Finale der besten acht Werfer        |
| DOP   | Iwan Zichan            | Belarus     | 81,11        | 76,39          | 75,51          | 81,11          | 78,98                                         | x                                             | 80,34                                         |
| DOP   | Andrei Varantsou       | Belarus     | ogV          | x              | x              | x              | nicht im Finale der besten acht Werfer        | nicht im Finale der besten acht Werfer        | nicht im Finale der besten acht Werfer        |

Nachdem der Wettkampf wegen auftretender Regenschauer und der dadurch bedingten Verzögerungen im Zehnkampf um einen Tag verschoben war, begann es pünktlich zu Beginn des Finales wieder zu regnen. Dadurch waren die Bedingungen schwierig, die Zahl der Fehlversuche in diesem Finale stieg und die Qualität der Weiten litt.

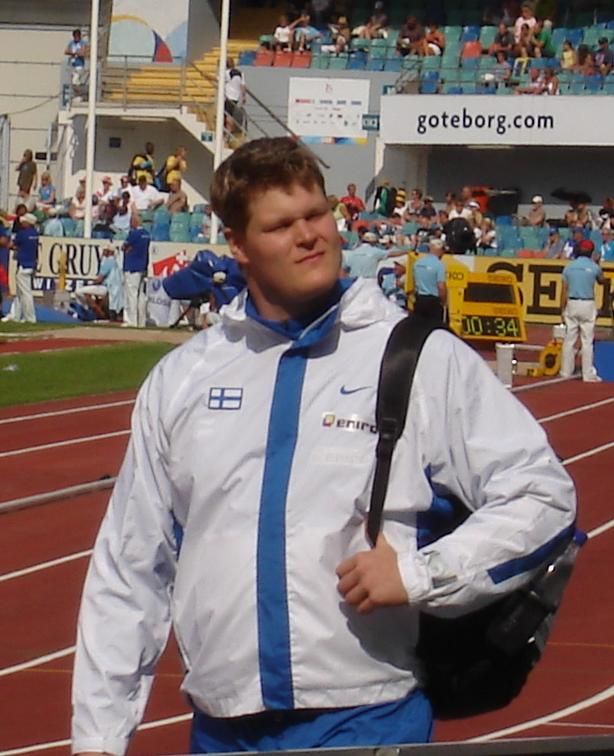
Europameister Olli-Pekka Karjalainen, 2005 WM-Dritter
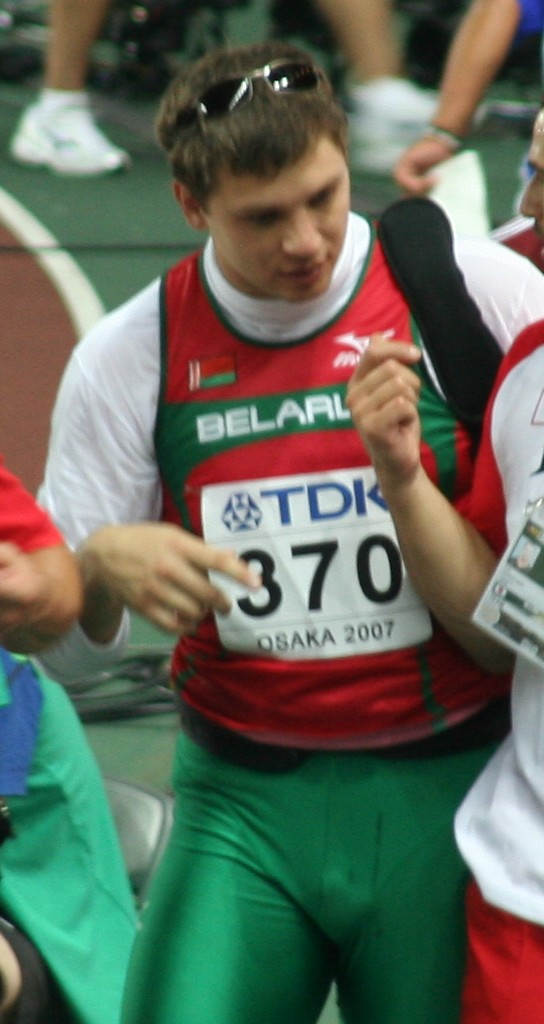
Vizeeuropameister Wadsim Dsewjatouski – wie seine hier disqualifizierten beiden Teamkollegen wurde auch ihm später Dopingmissbrauch nachgewiesen
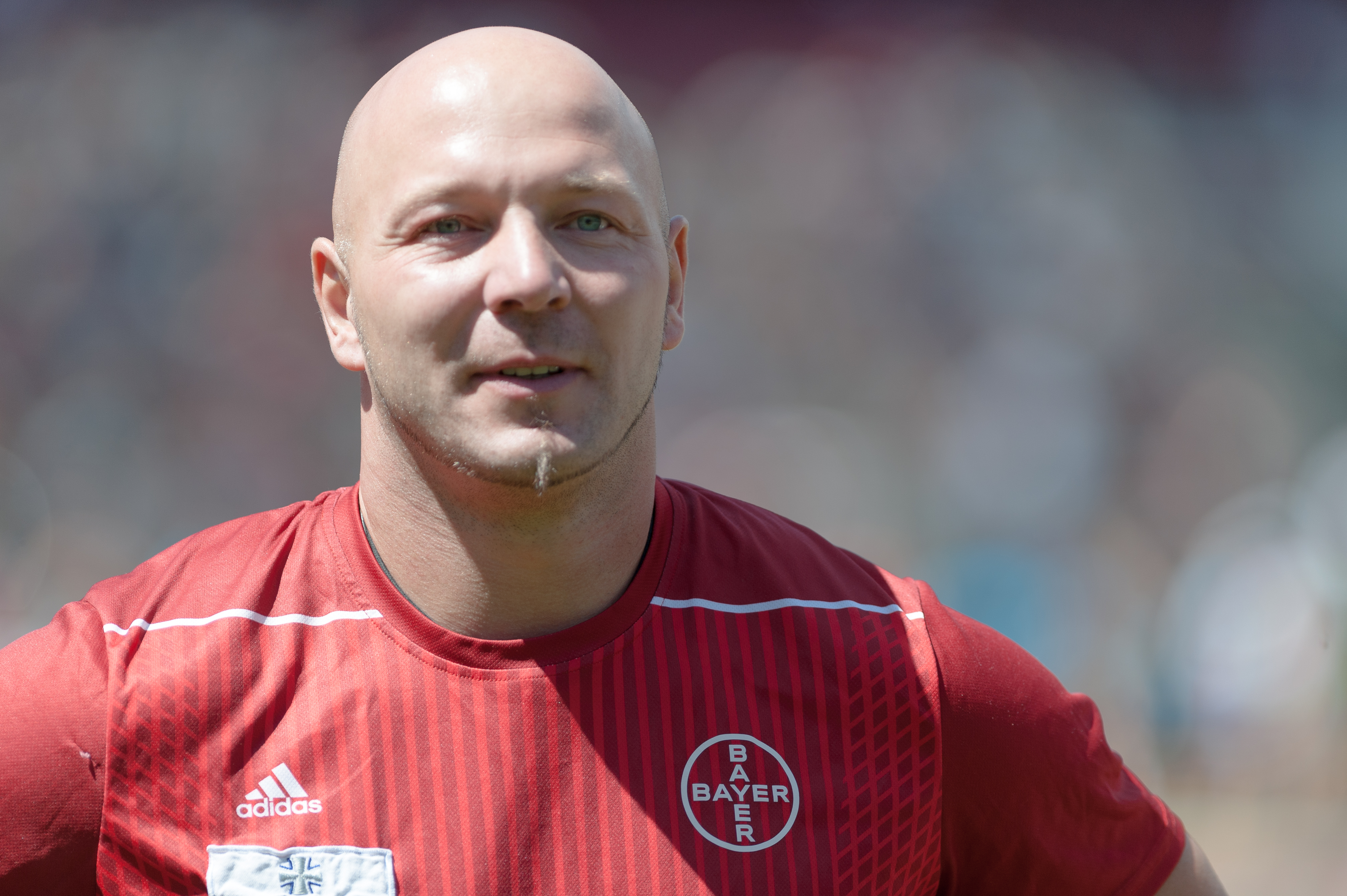
Markus Esser errang mit Bronze eine von mehreren Medaillen, die ihm wegen zunächst vor ihm platzierter Dopingbetrüger erst Jahre nach dem Wettkampf zuerkannt wurden
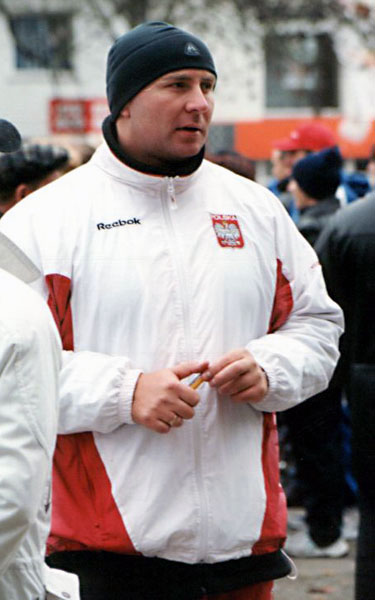
Szymon Ziółkowski, Olympiasieger von 2000 und Weltmeister von 2001, ging hier als Vierter medaillenleer aus
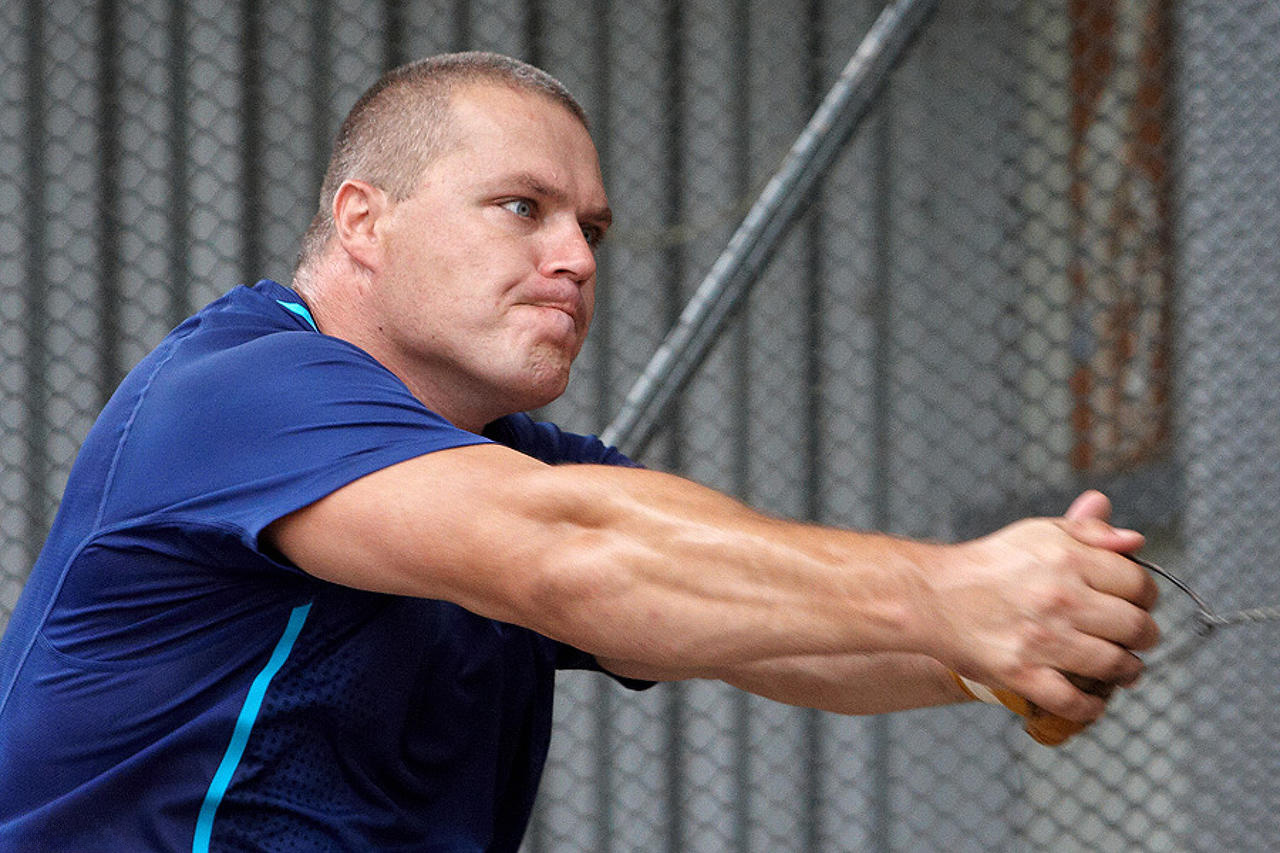
Der fünftplatzierte Krisztián Pars errang später mehrere Medaillen, gehörte allerdings auch zu den Athleten mit einer zeitweiligen dopingbedingten Sperre
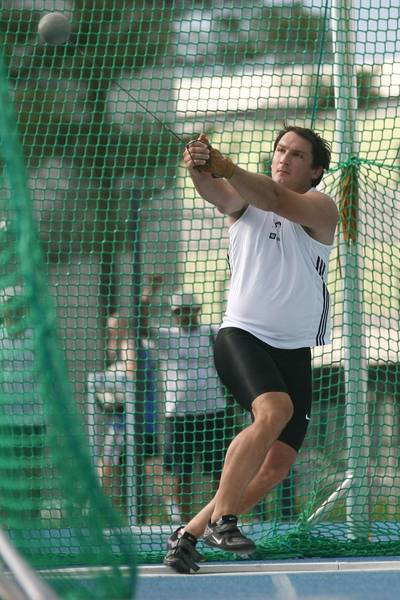
Primož Kozmus erreichte Platz sechs – später war er unter anderem Olympiasieger (2008) und Weltmeister (2009)
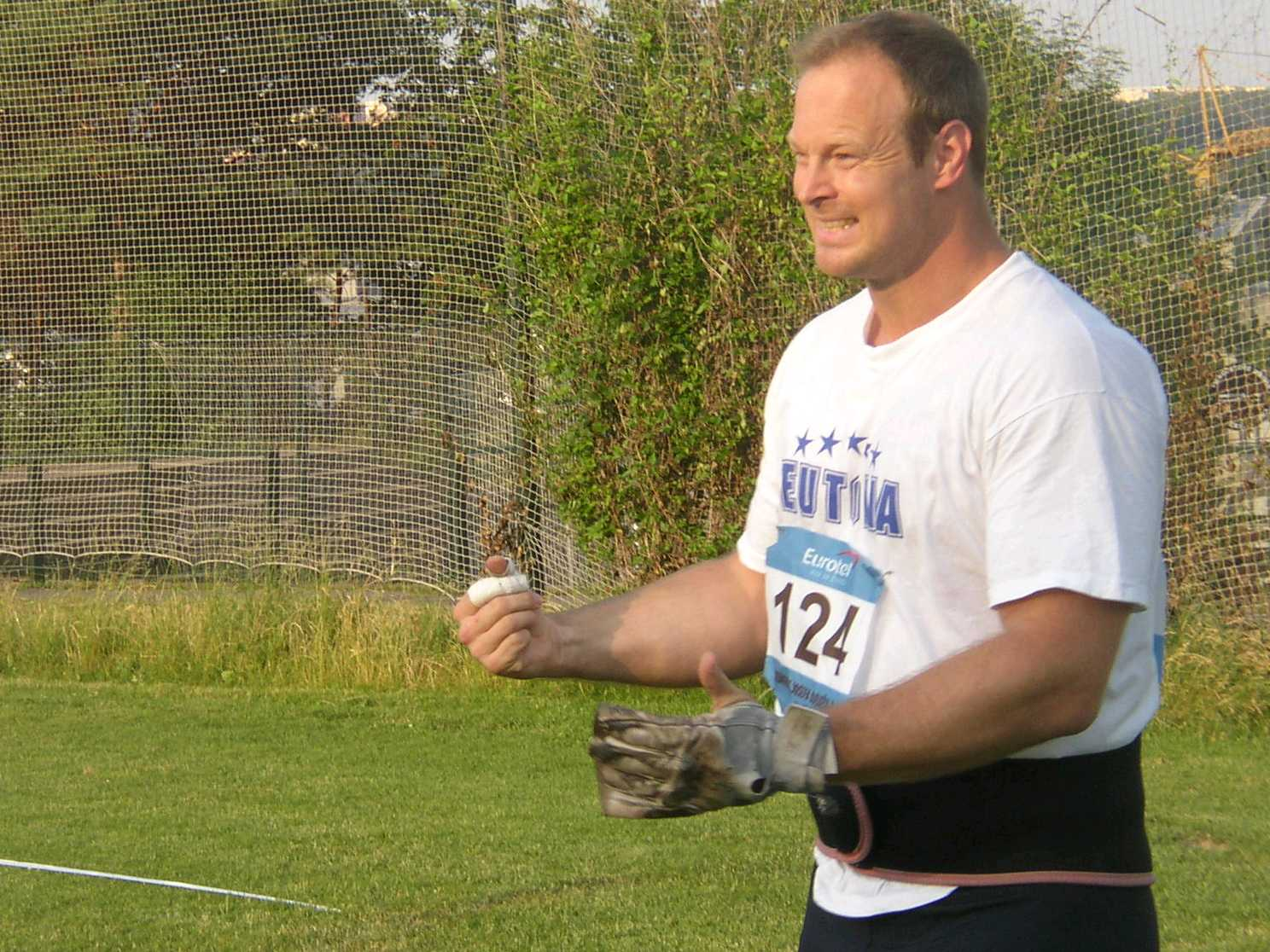
Der Weltmeister von 1999 und EM-Dritte von 1998 Karsten Kobs kam auf den siebten Platz
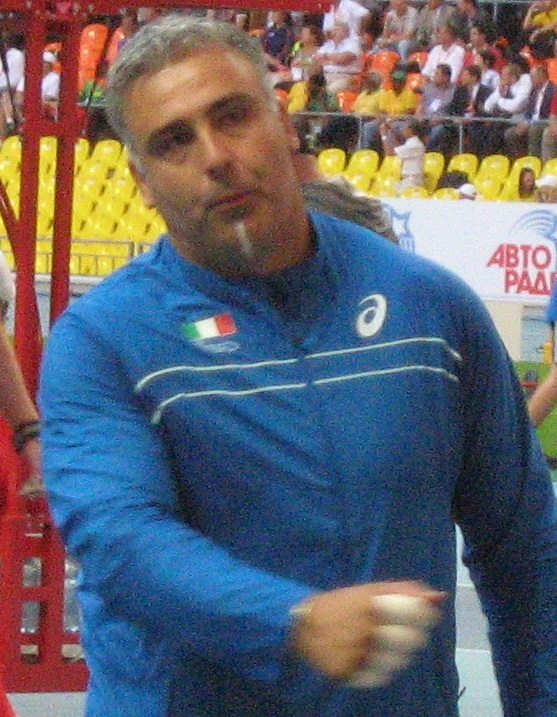
Nicola Vizzoni belegte Rang acht

## Videolink
- Moukarin palkintojen jako - Olli-Pekka Karjalainen - EM 2006 Göteborg, youtube.com, abgerufen am 29. Januar 2023